# Корветы типа «Девантара»
Корветы типа «Девантара» — тип корветов (в некоторых источниках классифицируются как фрегаты) югославской постройки, предназначенных в качестве учебных кораблей. Было запланировано три корабля — по одному для ВМС Ирака, ВМС Индонезии и ВМС Югославии. Югославский корабль так и не был достроен, а два других были сданы в эксплуатацию в 1980 и 1981 годах соответственно.

## Разработка
Иракский корабль Ибн Хальдум — первый корабль этого типа, заложенный в 1977 г., спущенный на воду в 1978 г. и сданный в эксплуатацию 20 марта 1980 г. Индонезийский KRI Ki Hajar Dewantara был заложен 11 мая 1979 г., спущен на воду 11 октября 1980 г. и сдан в эксплуатацию 31 октября 1981 г. У двух кораблей было разное оборудование и вооружение: у иракского корабля было больше автоматических пушек, а у индонезийского корабля вместо этого была вертолётная палуба на корме. Корпус и механизмы Ki Hajar Dewantara югославского производства, а вооружение и электронику установили в Нидерландах и Индонезии.

## История службы

### Ибн Халдум
Ибн Халдум позже был переименован в Ибн Марджид. В основном использовался для обучения и транспортировки во время ирано-иракской войны и все ещё функционировал в 1988 году, несмотря на несколько заявлений Ирана о том, что он был потоплен. В феврале 1991 года в результате операции «Буря в пустыне» был сильно поврежден, хотя и оставался на плаву. Ибн Халдум пережил войну в Персидском заливе, но его возможности уменьшились из-за нехватки запчастей для двигателей Roll-Royce. Потоплен в результате воздушных атак США во время вторжения США в Ирак в 2003 году.

### Ки Хаджар Девантара
В 1992 году KRI Ki Hajar Dewantara вместе с KRI Yos Sudarso и KRI Teluk Banten перехватили португальское судно Lusitania Expresso в Восточном Тиморе. Полковник Видодо, заместитель помощника Восточного флота ВМС Индонезии, сообщил Radio Republik Indonesia с борта индонезийского военного корабля KRI Yos Sudarso, что паром вошел в индонезийские воды в 5:28 утра 11 марта 1992 года. В 6:07 Lusitania Expresso прошла Шаблон:Convert/to на территорию Индонезии, и капитану Луису Дос Сантосу (капитану Lusitania Expresso было приказано немедленно уйти. полковник Видодо сказал, что капитан португальского корабля подчинился приказу, развернул свой корабль и направился обратно в море.

## Список кораблей
| Имя                   | Номер     | Верфь     | Заложен    | Спущен     | В строю    | Списан     | Статус                                           |
| ВМС Ирака             | ВМС Ирака | ВМС Ирака | ВМС Ирака  | ВМС Ирака  | ВМС Ирака  | ВМС Ирака  | ВМС Ирака                                        |
| --------------------- | --------- | --------- | ---------- | ---------- | ---------- | ---------- | ------------------------------------------------ |
| Ибн Халдум            | 507       | Ульяник   | 1977       | 1978       | 20.03.1980 | 2003       | Переименован в Ибн Марджид, затонул в 2003 году. |
| ВМС Индонезии         |           |           |            |            |            |            |                                                  |
| «Ки Хаджар Девантара» | 364       | Сплит     | 11.05.1979 | 11.10.1980 | 31.10.1981 | 16.08.2019 |                                                  |